# Rhinella rubropunctata
Rhinella rubropunctata, el sapo de puntos rojos, sapo de manchas rojas, sapo de bosque o sapito del bosque es una especie de sapo de la familia Bufonidae. Habita mayormente en Chile. En Argentina cuenta con registros actuales solo en el Parque Nacional Lago Puelo, Chubut, y antiguos de El Hoyo, del lago Futalaufquen en el Parque Nacional Los Alerces (un único registro en 1962), y de El Bolsón, en Río Negro.
Su hábitat natural son los bosques subantárticos, bosques templados o subtropicales, bosques secos y pantanos de agua dulce.